# Beneden-Baicha
De Beneden-Baicha (Russisch: Нижняя Баиха; Nizjnjaja Baicha) is een 608 kilometer lange rivier in het district Toeroechanski in het noordwestelijke deel van de Russische kraj Krasnojarsk. Het is een rechter zijrivier van de Toeroechan. De rivier is niet bevaarbaar.

## Loop
De Beneden-Baicha ontstaat op een hoogte van bijna 130 meter uit meerdere kleine waterlopen nabij de waterscheiding van de heuvelrug Lobovoj Materik. De rivier stroomt over het noordoostelijke deel van het West-Siberisch Laagland, in het noordwesten van de kraj Krasnojarsk en vormt daar de grens met het autonome district Jamalië. De bron ligt hemelsbreed op ongeveer 200 kilometer ten zuidwesten van de plaats Toeroechansk. Over de eerste kilometers die de rivier aflegt in oostelijke richting zakt deze bijna 100 meter af tot zij het Toeroechan-Laagland bereikt, dat zich uitstrekt ten westen van de Jenisej en ten zuiden van diens zijrivier de Toeroechan. In dit drassige en merenrijke laagland (meer dan 1500 meren en meertjes) meandert de Beneden-Baicha sterk en vervolgt haar loop naar het noorden, evenwijdig aan de Jenisej. Ongeveer 40 kilometer ten westen van Toeroechansk mondt de rivier uit in de benedenloop van de Toeroechan, 71 van diens monding in de Jenisej. Nabij de monding heeft de Beneden-Baicha een breedte van ongeveer 100 meter en een diepte van 2 meter. Het debiet bedraagt hier 0,4 m/sec.
De rivier heeft een stroomgebied van 8070 km² en heeft geen grote zijrivieren. De Beneden-Baicha wordt gevoed door sneeuw en regen en is bevroren van oktober tot mei.
De rivier stroomt door een dun bevolkt gebied zonder dorpen. Het enige dorp in de buurt is het dorp Farkovo, een kleine vier kilometer stroomafwaarts van de monding, aan de rechterkant van de Toeroechan. Er is geen infrastructuur in het gebied. Farkovo is de belangrijkste woonplaats van de Selkoepen binnen de kraj Krasnojarsk.